# میک راجرز
میک راجرز (انگلیسی: Mike Rodgers؛ زادهٔ ۲۴ آوریل ۱۹۸۵) یک دونده اهل ایالات متحده آمریکا است. از افتخارات وی میتوان به کسب مدال نقره ۴×۱۰۰ متر امدادی در ۲۰۱۳ مسکو اشاره کرد.